# Gian Paolo Facchinetti
Gian Paolo Facchinetti (Bergamo, 25 gennaio 1948) è un ex calciatore italiano, di ruolo attaccante.

## Carriera
Ala cresciuta nell'Atalanta, debutta in Serie D con la Pergolettese nel 1968.
L'anno successivo passa al Modena dove disputa tre stagioni in Serie B per un totale di 51 presenze e 4 gol nella serie cadetta.
Nel 1972 passa allo Spezia dove disputa il suo ultimo campionato di Serie C.